# Anno-Gymnasium
Das Anno-Gymnasium ist ein städtisches Gymnasium, der Träger ist seit 1974 die Kreisstadt Siegburg. Um 1590 wurde die Schule als Lateinschule gegründet.

## Geschichte
Das Anno-Gymnasium Siegburg steht in der Nachfolge der um das Jahr 1590 im Siegburger St. Annenkloster (ab 1654 Minoritenkloster)  eingerichteten Lateinschule. Standorte waren Gebäude des Klosters von 1590 bis 1822 und von 1825 bis 1827, das ehemalige Benediktinerkloster auf dem Michaelsberg von 1822 bis 1825, das Gebäude des heutigen Siegburger Stadtmuseums von 1827 bis 1933, danach bis November 1970 das Gebäude des ehemaligen, 1888 eröffneten Siegburger Lehrerseminars in der Humperdinckstraße.
Von 1803 (Zeitpunkt der Säkularisation) bis 1974 war das Gymnasium eine staatliche Schule, zuletzt unter der Bezeichnung „Staatliches Gymnasium Siegburg - altsprachliches Gymnasium mit neusprachlichem Zweig“. Seitdem ist die Stadt Siegburg Träger der Einrichtung. 1980 erhielt das Städtische Gymnasium Zeithstraße den heutigen Namen Anno-Gymnasium Siegburg.
Bis zum Umzug von der Humperdinckstraße zur Zeithstraße im Jahr 1970 war die Schule ein reines Jungengymnasium.  

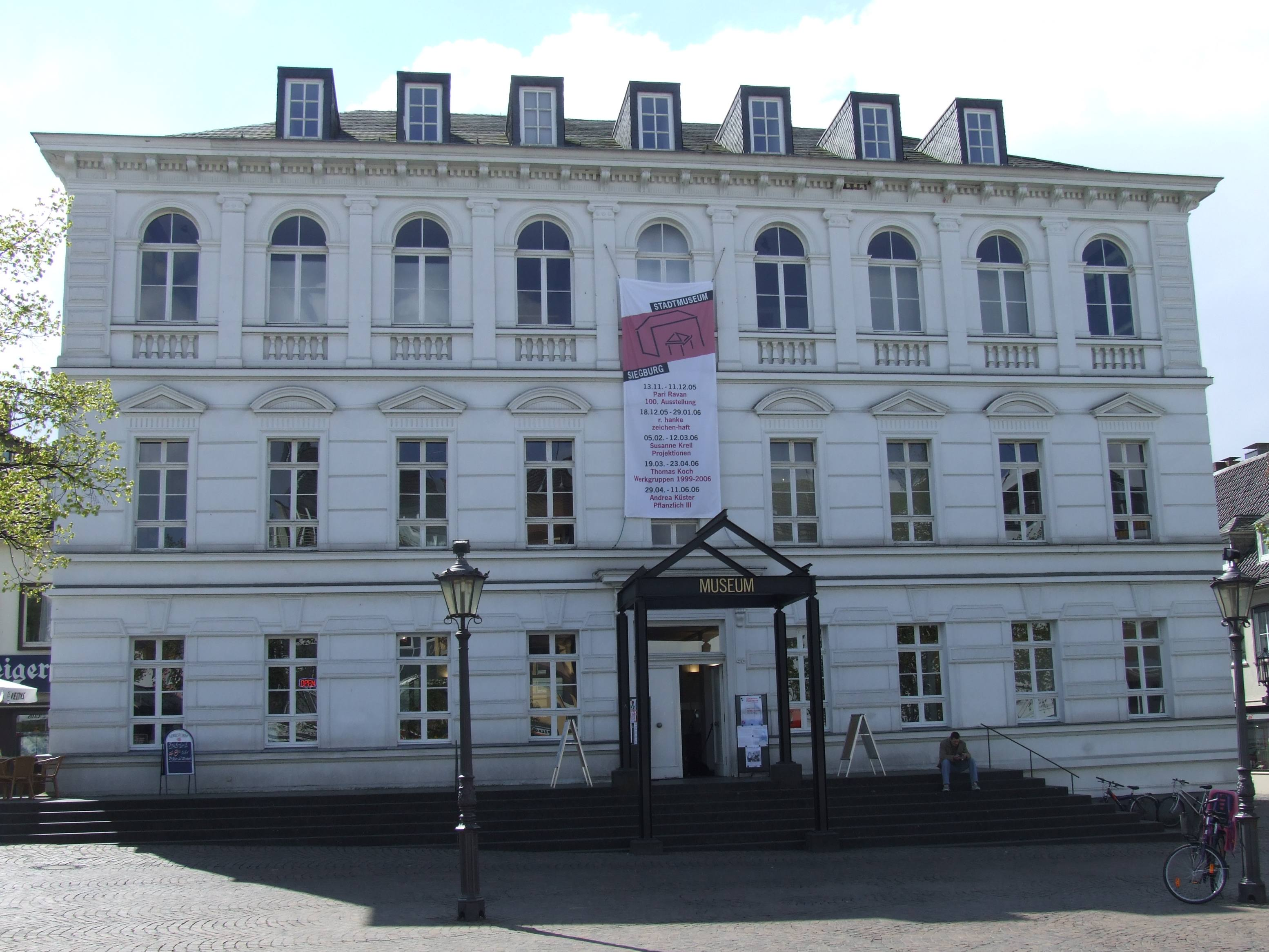
Standort des Gymnasiums am Siegburger Markt von 1827 bis 1933

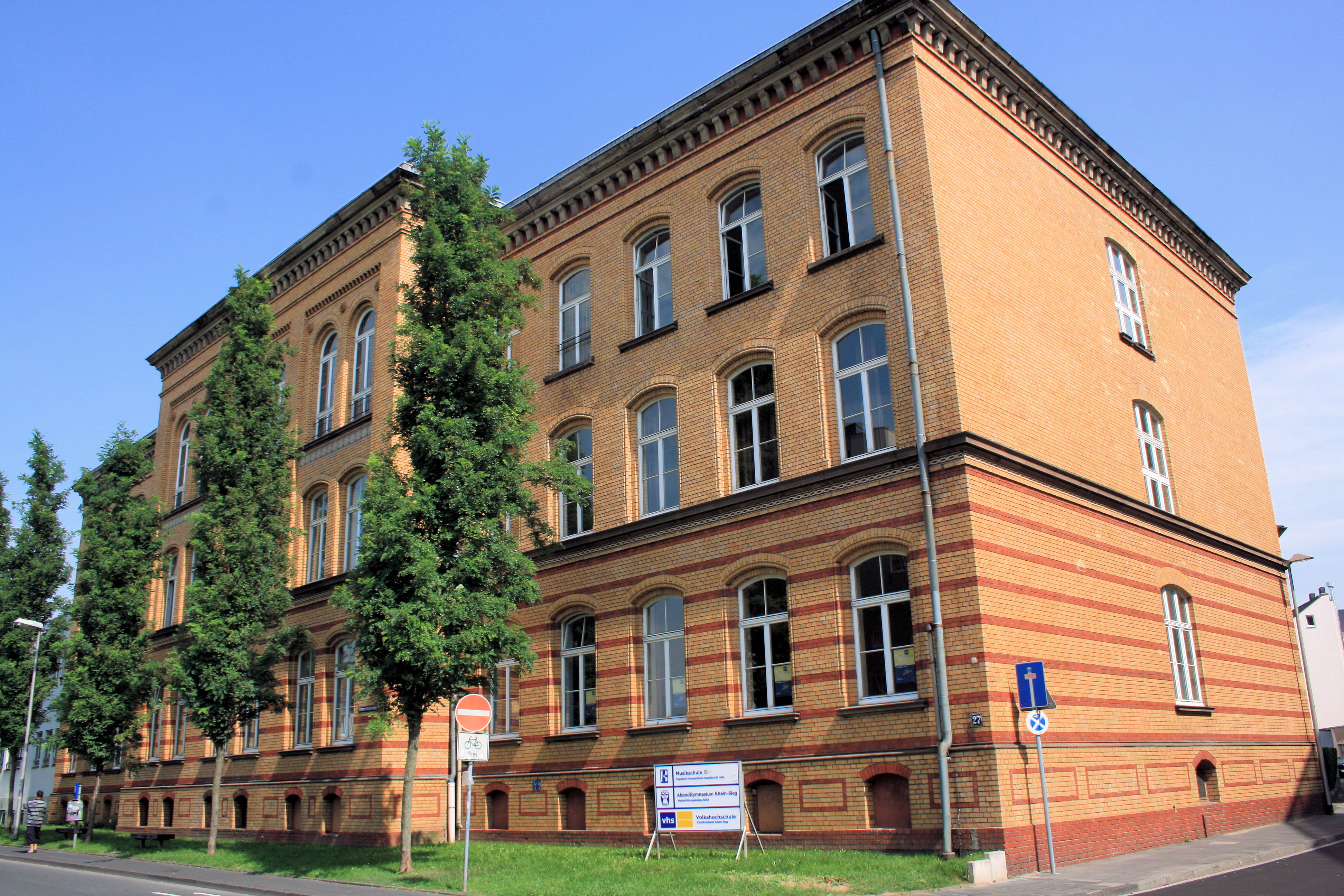
Standort des Gymnasiums in der Humperdinckstraße von 1933 bis 1970

## Projekte
Das Anno-Gymnasium bietet Austauschprogramme unter anderem mit Frankreich, Italien, der Türkei, den USA und Japan.
Außerdem bestehen folgende Projekte und AGs: Japanisch, Griechisch, Erste Hilfe, Umwelt, Internet-AG, Film-AG, Tastaturkurs, Rechtskunde, Sporthelfer, Theater-AG, Chor-AG, Instrumental-AG, Anno-Band, Streitschlichter, Indien Hilfe, Schach, Fremdsprachen Zertifikate CAE + DELF.
Des Weiteren finden sich Sport- und Gesundheitsprojekte, wie: Leistungskurs Sport, Gesundheitserziehung in Klasse 8 und 9, Sportvereine als Kooperationspartner, AG Programm mit: Klettern, Rudern, Rad fahren, Karate, Badminton, Leichtathletik, Schwimmen, Fußball, Basketball.

## Schule als Staat
Als erste Schule in Nordrhein-Westfalen führte das Anno-Gymnasium im Juni 2015 das dreitägige Projekt "Schule als Staat" durch. Um demokratische, rechtsstaatliche und marktwirtschaftliche Strukturen begreifbar zu machen, gab man Schülern und Lehrern gleichberechtigt die Möglichkeit, Bürger des simulierten Staats zu werden. Damit erhielten sie – im Rahmen einer selbst erarbeiteten Verfassung – ein Wahlrecht, mussten einen Arbeitsplatz übernehmen oder ein Unternehmen gründen und versuchten somit, ihren wirtschaftlichen Erfolg in der staatseigenen Währung zu projizieren. Finanziert wurde das Unterfangen durch lokale Sponsoren. Gegen Ende besuchte die Bundestagsabgeordnete Elisabeth Winkelmeier-Becker den "Staat".

## Bekannte Schülerinnen und Schüler
- Joseph Hermann Mohr (1834–1892), Komponist
- Paul von Eltz-Rübenach (1875–1943), Politiker
- Josef Müller (1875–1945), Volkskundler
- Wolfgang Overath (* 1943), Fußballer
- Thomas Mertens (* 1950), Virologe
- Günter Ollenschläger (* 1951), Internist und Medizintheoretiker
- Günter Assenmacher (* 1952), Offizial der Bistümer Köln, Limburg und Essen
- Jürgen Becker (* 1953), Staatssekretär a. D.
- Tom Buhrow (* 1958), Journalist und Intendant (WDR)
- Peter Kurth (* 1960), Finanzsenator a. D.
- Karl Jüsten (* 1961), Prälat
- Bruno Kurth (* 1962), Dechant
- Achim Berg (* 1964), Manager
- Katja Schwiglewski (* ca. 1964), Rundfunkmoderatorin (WDR 3)
- Ralf Forsbach (* 1965), Historiker
- Athina Lexutt (* 1966), Kirchenhistorikerin
- Georg Bitter (* 1968), Jurist
- Alexander Neu (* 1969), Bundestagsabgeordneter
- Stefan Rosemann (* 1971), Politiker (SPD) und Bürgermeister von Siegburg
- Melanie Amann (* 1978), Journalistin (Der Spiegel)
- Danilo Wiebe (* 1994), Fußballer